# ダンス・レボリューション2
『ダンス・レボリューション2』（原題：Honey 2）は、2011年6月10日にイギリスより初公開されたアメリカ合衆国制作の青春映画。『ダンス・レボリューション』（Honey）の第2作目である。アメリカ合衆国では劇場未公開。DVDのみ発売されている。  
日本では劇場未公開。2011年10月2日にジェネオン・ユニバーサル・エンターテイメントよりDVD（GNBF-2979）が発売されており、2012年5月9日にBlu-ray Disc（GNXF-1609）が発売されている。

## キャスト
| 役名                 | 俳優                       | 日本語吹き替え |
| -------------------- | -------------------------- | -------------- |
| マリア・ベネット     | カット・グレアム           | 浅野まゆみ     |
| マリオ               | マリオ・ロペズ             | 川原慶久       |
| ブランドン           | ランディ・ウエイン         | 日野聡         |
| ティナ               | セイチェル・ガブリエル     | 木下紗華       |
| カプール             | ジェリー・ベッドノブ       | 岩崎ひろし     |
| ミセス・ダニエルズ   | ロネット・マッキー         | 藤生聖子       |
| メリンダ             | オードリーナ・パートリッジ | -              |
| 日本語版制作スタッフ |                            |                |
| 字幕翻訳             | 字幕翻訳                   | 種市譲二       |
| 吹替翻訳             | 吹替翻訳                   | 日笠千晶       |

## スタッフ
- 監督：ビリー・ウッドラフ
- 製作：ポール・ヘラーマン
- 製作総指揮：マーク・プラット
- 脚本：ブレイン・ウィーヴァー、アリソン・フォウス
- 撮影：デヴィッド・クライン
- プロダクションデザイン：ジェリー・フレミング
- 衣装デザイン：シンシア・アン・サマーズ
- 編集：ポール・ミルスポー
- 振付：ロゼーロ・マッコイ
- 音楽：サム・レッツァー、ティム・ボランド
- 音楽監修：トリシア・ハロウェイ